# Metesih (Boja)
Metesih is een bestuurslaag in het regentschap Kendal van de provincie Midden-Java, Indonesië. Metesih telt 9124 inwoners (volkstelling 2010).